# Амур, увінчаний Психеєю
«Амур, увінчаний Психєю» або «Амур, що коронується Психеєю» — олійна картина на полотні, виконана приблизно в 1785—1790 роках Жаном-Батістом Грезом, яка зараз зберігається в Палаці образотворчих мистецтв Лілля. На ній зображена сцена з міфу про Амура і Психею, з фігурою Скромності, що стоїть позаду Психеї, та двома амурчиками на задньому плані, які кладуть вінки з троянд на ліжко та кидають пахощі на триногу.
Ця робота є поверненням до класичних сюжетів, від яких Грезе відмовився після того, як його «Імператор Северус докоряє своєму синові Каракаллі» (1769) була погано сприйнята публікою. Він розпочав роботу приблизно в той самий час, коли граф д'Артуа замовив йому картину «Невинність у полоні кохання», ще одну сцену за участю Амура. Однак «Увінчаний Амур» залишився незавершеним, можливо, через початок Французької революції, і був виставлений на загальний огляд лише після смерті доньки і спадкоємиці художника Кароліни Грез у 1842 році. Вона була продана наступного року і переходила з рук у руки, перш ніж потрапила до свого теперішнього дому в 1873 році як частина заповіту Александра Леле.

## Опис
Картина ілюструє епізод з міфу про Психею, молоду смертну, яка викликала ревнощі Афродіти. Вона посилає свого сина Амура, бога кохання, випустити в неї одну зі своїх стріл, і дівчина закохується в найпотворнішу з істот. Але саме Амур потрапляє під її чари і врешті-решт одружується з нею. У представленому епізоді Психея сидить і збирається покласти свій білий вінець чистоти на чоло андрогінного Ероса, що стоїть на колінах. Позаду неї Скромність відвертає обличчя, а на задньому плані амурчик кладе два вінки з троянд на ліжко, а ще один кидає пахощі у пальник.

## Примітка
1. 1 2 3 4 5  https://balat.kikirpa.be/object/40003801
2. 1 2  JocondeLab — 2014.
3. ↑  PBA-opacweb.lille entry (фр.).
4. ↑  Joconde entry (фр.).
5. ↑  Potvin, Claudine (1 грудня 1992). Vidéoclip ou Psyché ranimée par le baiser de l'Amour. Tessera. doi:10.25071/1923-9408.24962. ISSN 1923-9408.